# Circondario di Novi Ligure
Il circondario di Novi Ligure era uno dei circondari in cui era suddivisa la provincia di Alessandria.

## Storia

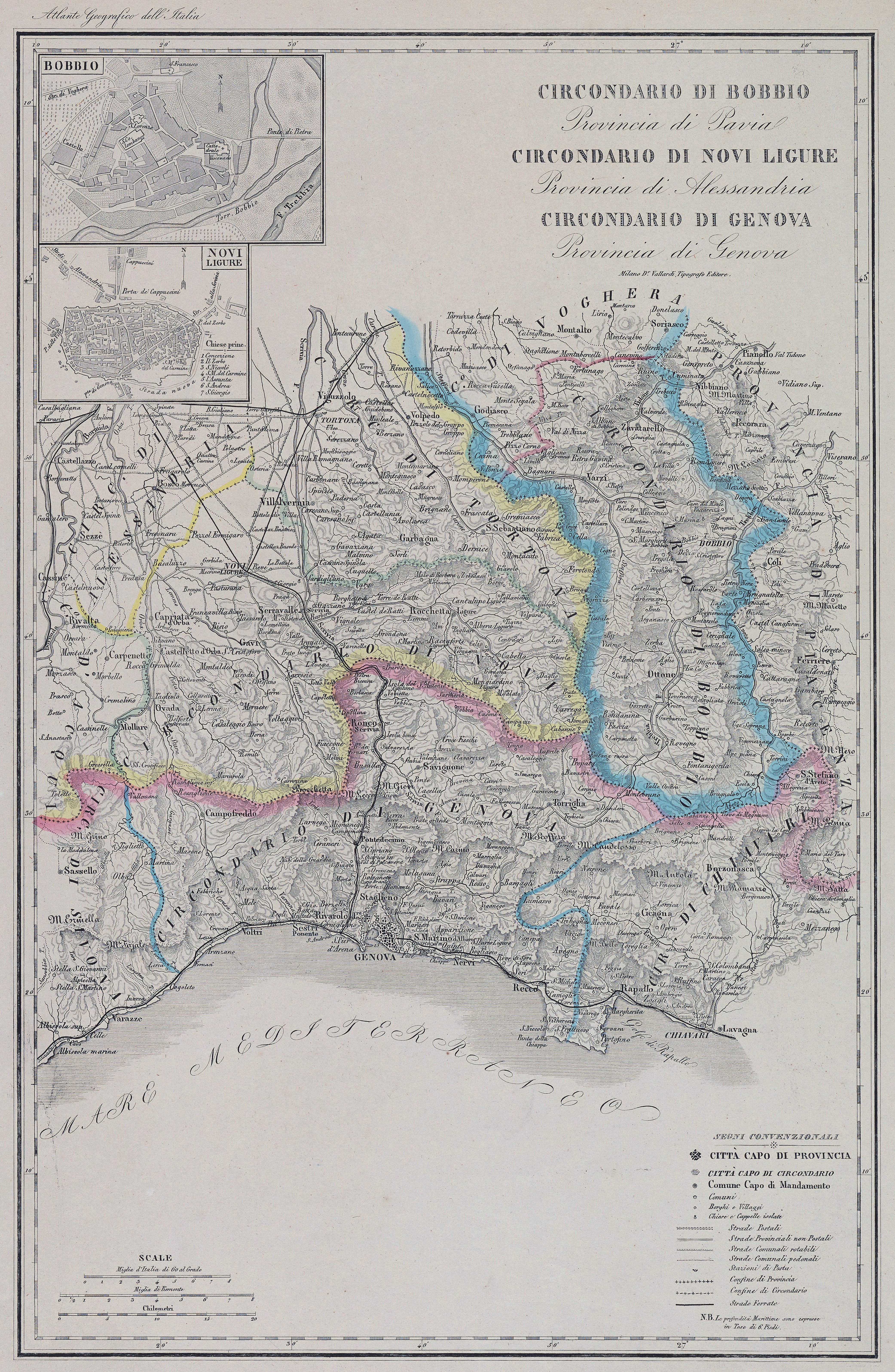
Il Circondario di Novi Ligure (Milano Dr. Vallardi, Tipografo Editore, 1868 circa)

In seguito all'annessione della Lombardia dal Regno Lombardo-Veneto al Regno di Sardegna (1859), fu emanato il decreto Rattazzi, che riorganizzava la struttura amministrativa del Regno, suddiviso in province, a loro volta suddivise in circondari e ancora in mandamenti.
Il circondario di Novi Ligure fu creato come suddivisione della provincia di Alessandria, e si estendeva sul territorio della vecchia provincia di Novi.
Con l'Unità d'Italia (1861) la suddivisione in province e circondari fu estesa all'intera Penisola, lasciando invariate le suddivisioni stabilite dal decreto Rattazzi.
Il circondario di Novi Ligure venne soppresso nel 1926 e il territorio assegnato al circondario di Alessandria.

## Geografia antropica

### Suddivisioni amministrative
All'atto dell'istituzione, il circondario era diviso in 7 mandamenti, a loro volta suddivisi in 38 comuni:
- mandamento di Novi
  - Novi Ligure, Pozzolo Formigaro
- mandamento di Capriata d'Orba
  - Basaluzzo, Capriata d'Orba, Francavilla, Pasturana
- mandamento di Castelletto d'Orba
  - Bisio, Casaleggio Boiro, Castelletto d'Orba, Lerma, Montaldeo, Mornese, San Cristoforo, Silvano d'Orba, Tassarolo
- mandamento di Gavi
  - Fiacone, Gavi Ligure, Parodi Ligure, Voltaggio
- mandamento di Ovada
  - Belforte Monferrato, Ovada, Tagliolo Monferrato
- mandamento di Rocchetta
  - Albera Ligure, Cabella Ligure, Cantalupo Ligure, Carrega Ligure, Mongiardino Ligure, Roccaforte Ligure, Rocchetta Ligure
- mandamento di Serravalle
  - Arquata Scrivia, Borghetto di Borbera, Castel dei Ratti, Grondona, Molo Borbera, Serravalle Scrivia, Stazzano, Torre dei Ratti, Vignole Borbera